# Roxette Hits
A Collection of Roxette Hits: Their 20 Greatest Songs! je kompilacija hitova švedskog sastava Roxette, a objavljena u prigodi dvadeset godina djelovanja sastava. Nove pjesme na albumu (ujedno i singlovi) su "One Wish" i "Reveal".

## Popis pjesama
1. "One Wish"
2. "The Look"
3. "Dressed for Success" (US Single Mix)
4. "Listen to Your Heart" (Swedish Single Edit)
5. "Dangerous"
6. "It Must Have Been Love"
7. "Joyride" (Single Edit)
8. "Fading Like a Flower (Every Time You Leave)"
9. "Spending My Time"
10. "How Do You Do!"
11. "Almost Unreal"
12. "Sleeping in My Car" (Single Edit)
13. "Crash! Boom! Bang!" (Single Edit)
14. "Run to You"
15. "Wish I Could Fly"
16. "Stars"
17. "The Centre of the Heart (Is a Suburb to the Brain)"
18. "Milk and Toast and Honey"
19. "A Thing About You"
20. "Reveal"